# Релігія в Європі

Результати опитування 2008/2009 про те, чи релігія «важлива у [їхньому] повсякденному житті»

Релігія в Європі має достатньо великий вплив на сучасне суспільство, мистецтво, культуру, філософію та право. Найбільшою в Європі релігією є християнство. Три країни Південно-Східної Європи мають мусульманські більшості. Давні європейські релігії включали поклоніння багатьом богам (язичництво). Сучасні рухи відродження цих релігій включають в себе неоязичництво, рідновірство, ромува, вікка та інші. До менших релігій належать дхармічні релігії, юдаїзм та деякі східноазійські релігії, які зустрічаються в їхніх найбільших групах у Британії, Франції та Калмикії.

## Історія
Про доісторичну релігію неолітичної Європи відомо мало. Релігія бронзової та залізної доби в Європі, як і в інших місцях, була переважно політеїстичною (давньогрецька релігія, слов'янське язичництво, давньоримська релігія, баскська міфологія, фінське язичництво, кельтський політеїзм, германське язичництво тощо).
Римська імперія офіційно прийняла християнство в 380 році н. е. Під час раннього середньовіччя більша частина Європи зазнала християнізації, процес по суті завершився християнізацією Скандинавії у пізньому середньовіччі. Поняття «Європа» та «Західний світ» тісно пов'язане з поняттям «християнство та християнський світ»; багато істориків приписує християнству те, що воно створило єдину європейську ідентичність, тим більше, що християнство на Близькому Сході було маргіналізоване підйомом ісламу з 8 століття, що призвело до хрестових походів, які, хоча й у військовому плані не були успішними, проте це був важливий крок у виникненні релігійної ідентичності Європи. У всі часи традиції народної релігії існували значною мірою незалежно від офіційної конфесії чи догматичної теології.
Розкол християнства XI століття та реформація XVI століття повинні були розірвати християнство у ворожих угрупованнях, а після епохи просвітництва XVIII століття атеїзм та агностицизм поширилися по всій Європі. Орієнталізм XIX століття сприяв певній популярності буддизму, а XX століття принесло посилення синкретизму, що відривали духовність від успадкованих для багатьох європейців традицій. Новітня історія принесла посилення секуляризації та релігійного плюралізму.

## Релігійність
Європейські країни зазнали зниження кількості церков та відвідування церкви. Прикладом цієї тенденції є Швеція, коли церква Швеції, що була державною церквою до 2000 року, стверджувала, що її паства складає 82,9 % населення Швеції у 2000 році. Опитування показали, що показник зменшився до 72,9 % до 2008 року та до 57,7 % до 2018 року. Мало того, в опитуванні Євробарометра 2005 року 23 % населення Швеції заявили, що вони не вірять в те, що існує якийсь дух, бог чи певна життєва сила, та в опитуванні Євробарометра 2010 року 34 % сказали те саме.

### Опитування Gallup 2008—2009 років
Протягом 2008—2009 років на опитуванні Gallup в декількох країнах поставили запитання «Чи релігія є важливою у вашому житті?». Графа праворуч показує відсоток людей, які відповіли «Так».
| Важливість релігії в Європі (2008–2009) | Важливість релігії в Європі (2008–2009) | Важливість релігії в Європі (2008–2009) | Важливість релігії в Європі (2008–2009) | Важливість релігії в Європі (2008–2009) |
| --------------------------------------- | --------------------------------------- | --------------------------------------- | --------------------------------------- | --------------------------------------- |
| Країна                                  |                                         |                                         | Відсоток                                |                                         |
| Естонія                                 | Естонія                                 |                                         | 16%                                     | 16%                                     |
| Швеція                                  | Швеція                                  |                                         | 17%                                     | 17%                                     |
| Данія                                   | Данія                                   |                                         | 19%                                     | 19%                                     |
| Норвегія                                | Норвегія                                |                                         | 21%                                     | 21%                                     |
| Чехія                                   | Чехія                                   |                                         | 21%                                     | 21%                                     |
| Велика Британія                         | Велика Британія                         |                                         | 27%                                     | 27%                                     |
| Фінляндія                               | Фінляндія                               |                                         | 28%                                     | 28%                                     |
| Франція                                 | Франція                                 |                                         | 30%                                     | 30%                                     |
| Нідерланди                              | Нідерланди                              |                                         | 33%                                     | 33%                                     |
| Бельгія                                 | Бельгія                                 |                                         | 33%                                     | 33%                                     |
| Болгарія                                | Болгарія                                |                                         | 34%                                     | 34%                                     |
| Росія                                   | Росія                                   |                                         | 34%                                     | 34%                                     |
| Білорусь                                | Білорусь                                |                                         | 34%                                     | 34%                                     |
| Люксембург                              | Люксембург                              |                                         | 39%                                     | 39%                                     |
| Угорщина                                | Угорщина                                |                                         | 39%                                     | 39%                                     |
| Албанія                                 | Албанія                                 |                                         | 39%                                     | 39%                                     |
| Латвія                                  | Латвія                                  |                                         | 39%                                     | 39%                                     |
| Німеччина                               | Німеччина                               |                                         | 40%                                     | 40%                                     |
| Швейцарія                               | Швейцарія                               |                                         | 41%                                     | 41%                                     |
| Литва                                   | Литва                                   |                                         | 42%                                     | 42%                                     |
| Казахстан                               | Казахстан                               |                                         | 43%                                     | 43%                                     |
| Україна                                 | Україна                                 |                                         | 46%                                     | 46%                                     |
| Словенія                                | Словенія                                |                                         | 47%                                     | 47%                                     |
| Словаччина                              | Словаччина                              |                                         | 47%                                     | 47%                                     |
| Іспанія                                 | Іспанія                                 |                                         | 49%                                     | 49%                                     |
| Азербайджан                             | Азербайджан                             |                                         | 50%                                     | 50%                                     |
| Сербія                                  | Сербія                                  |                                         | 54%                                     | 54%                                     |
| Ірландія                                | Ірландія                                |                                         | 54%                                     | 54%                                     |
| Австрія                                 | Австрія                                 |                                         | 55%                                     | 55%                                     |
| Хорватія                                | Хорватія                                |                                         | 70%                                     | 70%                                     |
| Монако                                  | Монако                                  |                                         | 71%                                     | 71%                                     |
| Греція                                  | Греція                                  |                                         | 71%                                     | 71%                                     |
| Португалія                              | Португалія                              |                                         | 72%                                     | 72%                                     |
| Італія                                  | Італія                                  |                                         | 72%                                     | 72%                                     |
| Польща                                  | Польща                                  |                                         | 75%                                     | 75%                                     |
| Кіпр                                    | Кіпр                                    |                                         | 75%                                     | 75%                                     |
| Румунія                                 | Румунія                                 |                                         | 76%                                     | 76%                                     |
| Боснія і Герцеговина                    | Боснія і Герцеговина                    |                                         | 80%                                     | 80%                                     |
| Туреччина                               | Туреччина                               |                                         | 82%                                     | 82%                                     |
| Мальта                                  | Мальта                                  |                                         | 86%                                     | 86%                                     |
| Молдова                                 | Молдова                                 |                                         | 88%                                     | 88%                                     |
| Вірменія                                | Вірменія                                |                                         | 89%                                     | 89%                                     |
| Грузія                                  | Грузія                                  |                                         | 90%                                     | 90%                                     |

### Опитування Євробарометр 2012
*Опитування проводилось лише на території ЄС.
| Країна            | «Атеїст» | «Не віруючий/Агностик» | «Атеїст + Не віруючий/Агностик» |
| ----------------- | -------- | ---------------------- | ------------------------------- |
| Мальта            | 1 %      | 2 %                    | 3 %                             |
| Румунія           | 0 %      | 0 %                    | 0 %                             |
| Кіпр              | 0 %      | 0 %                    | 0 %                             |
| Греція            | 2 %      | 1 %                    | 3 %                             |
| Польща            | 2 %      | 3 %                    | 5 %                             |
| Італія            | 2 %      | 4 %                    | 6 %                             |
| Ірландія          | 2 %      | 5 %                    | 7 %                             |
| Португалія        | 2 %      | 5 %                    | 7 %                             |
| Словаччина        | 7 %      | 12 %                   | 19 %                            |
| Іспанія           | 10 %     | 16 %                   | 26 %                            |
| Литва             | 2 %      | 6 %                    | 8 %                             |
| Люксембург        | 6 %      | 14 %                   | 20 %                            |
| Угорщина          | 1 %      | 21 %                   | 22 %                            |
| Австралія         | 1 %      | 10 %                   | 11 %                            |
| Німеччина         | 9 %      | 18 %                   | 27 %                            |
| Латвія            | 3 %      | 21 %                   | 24 %                            |
| Велика Британія   | 5 %      | 27 %                   | 32 %                            |
| Бельгія           | 7 %      | 16 %                   | 23 %                            |
| Болгарія          | 1 %      | 2 %                    | 3 %                             |
| Фінляндія         | 4 %      | 12 %                   | 16 %                            |
| Словенія          | 16 %     | 9 %                    | 25 %                            |
| Данія             | 9 %      | 16 %                   | 25 %                            |
| Нідерланди        | 8 %      | 41 %                   | 49 %                            |
| Франція           | 16 %     | 21 %                   | 37 %                            |
| Естонія           | 15 %     | 22 %                   | 37 %                            |
| Швеція            | 13 %     | 30 %                   | 43 %                            |
| Чехія             | 20 %     | 39 %                   | 59 %                            |
| Європейський Союз | 7 %      | 16 %                   | 23 %                            |